# Xima
Xima (Moçambique), nsima/sima (Malawi) ou nshima (Zâmbia) é um prato à base de farinha de milho, na forma de um puré branco, originário da Zâmbia e comum em toda a África Oriental, em particular na Zâmbia, Malawi e Quénia, onde constitui a base da alimentação quotidiana.

## No Malawi
Na prática culinária tradicional do Malawi, a palavra "nsima" ou "nshima" designa tanto um papa espessa (mingau) - geralmente preparada com farinha de milho - como toda uma série de pratos preparados com esta base. Para preparar este alimento, é necessário possuir uma série de conhecimentos específicos, que vão desde a maneira de moer milho até à maneira de apresentar os diferentes alimentos escolhidos para acompanhar. As refeições são regidas por certos costumes para evitar a gula, para comer de forma saudável e promover a coesão social entre os participantes na refeição. As famílias têm o hábito de partilhar o nshima em comum, o que promove o fortalecimento dos laços familiares. O cultivo, armazenamento, tratamento e condicionamento do milho de que a farinha é obtida constituem uma prática cultural intimamente ligada ao modo de vida dos malawianos. As meninas aprendem a esmagar o milho e a peneirar a farinha desde a mais tenra infância, enquanto os meninos se dedicam a caçar animais para suprir a carne que acompanha a farinha de milho. A prática quotidiana das comunidades, os livros didáticos escolares, as receitas de pratos com nshima e a organização de concursos culinários garantem a salvaguarda desse elemento do património cultural e o revitalizam. A grande maioria dos restaurantes no Malawi oferece pratos preparados com "nshima" nas suas ementas. Os adultos transmitem informalmente às crianças as práticas e os conhecimentos relacionados com este elemento, e estes também são disseminados por meio de lições dadas no sistema escolar e em cursos em empresas.
Desde 2017 que a tradição malawiana do nshima está classificada pela UNESCO na lista representativa do Património Cultural Imaterial da Humanidade.